# تومور شبکیه
رتینوبلاستوما (به انگلیسی: Retinoblastoma) یا تومور شبکیه نوعی سرطان پیشرونده سریع است که در سلول‌های شبکیه چشم رشد می‌کند. در کشورهای توسعه‌یافته نزدیک به ۹۵ درصد موارد این سرطان درمان می‌شود این در حالی است که در کشورهای در حال توسعه این رقم کمتر از ۵۰٪ است.
این سرطان از سرطان‌های شایع کودکان زیر ۵ سال است. از هر ۱۵ هزار کودک یک نفر به رتینوبلاستوم مبتلا می‌شود.

## طبقه بندی
دو نوع از این سرطان وجود دارد. شکل ارثی و غیر ارثی. حدود ۵۵ درصد موارد به نوع غیر ارثی آن دچار می‌شوند. اگر در خانواده سابقهٔ این بیماری وجود نداشته باشد نوع غیر ارثی برای آن در نظر گرفته می‌شود که «اسپورادیک» نامیده می‌شود، اما این لزوماً دلیل نمی‌شود که نوع بیماری غیر ارثی باشد.
در دو سوم موارد بیماری در یک چشم بروز می‌کند و در یک سوم باقی‌مانده هر دو چشم دچار عارضه می‌شوند. در برخی موارد غدهٔ پینه‌آل نیز گرفتار می‌شود.

## نشانه‌ها

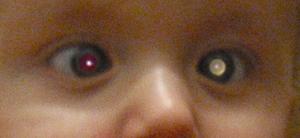
تفاوت رنگ و رفلکس فلاش دوربین در چشم کودک مبتلا

معمولاً تشخیص آن توسط والدین با نگاه کردن به عکس‌های یادگاری ممکن می‌شود. هنگامی‌که فلاش دوربین روشن شود٬ در عکس چشم‌ها قرمز هستند. اما مردمک در این بیماری سفید رنگ (لکوکوریا) به نظر می‌رسد و بازتاب عادی قرمز رنگ در وسط مردمک دیده نمی‌شود. علامت مهم دیگر درخشش چشم در تاریکی است. در بچه‌ها ممکن است انحراف چشم هم دیده شود.

## درمان
اولین اولویت در درمان این بیماری حفظ جان کودک است، سپس حفظ بینایی و در آخر کاهش تاثیرات جانبی درمان. درمان‌های مختلفی برای این سرطان وجود دارد، مثل شیمی‌درمانی، کرایوتراپی، لیزرتراپی، فتوکوآگولاسیون، پلاک‌تراپی، رادیوتراپی و تخلیه کامل چشم.

## نگارخانه

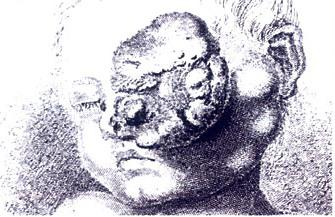
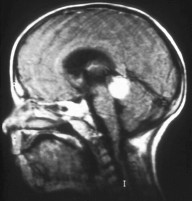
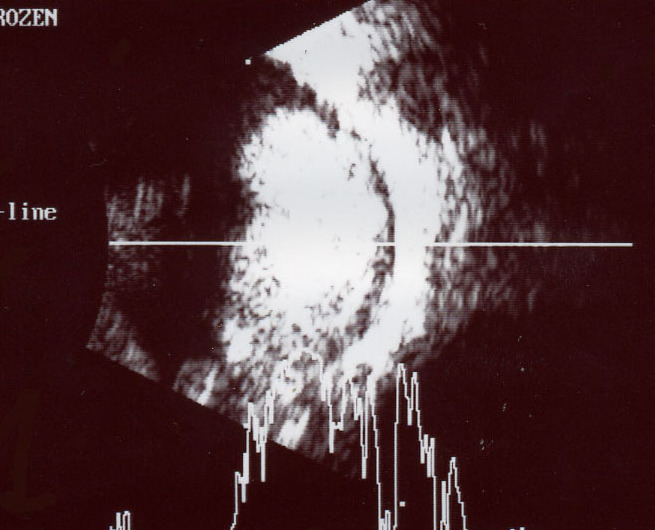
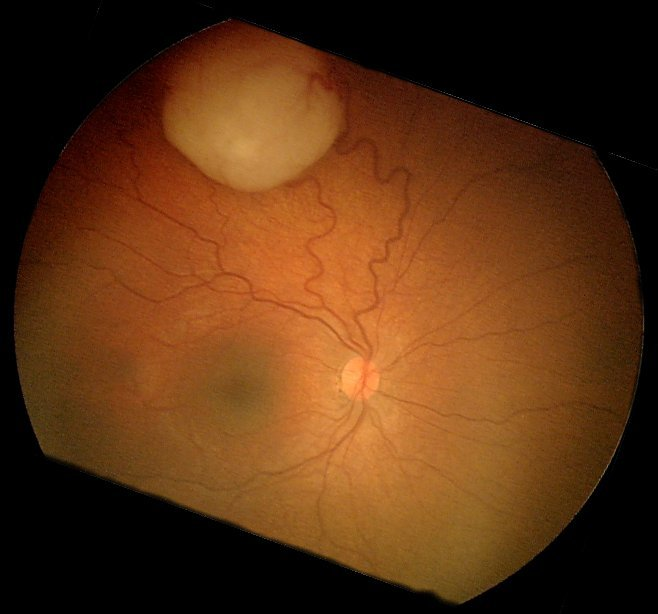
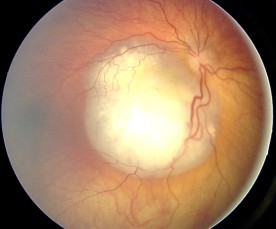
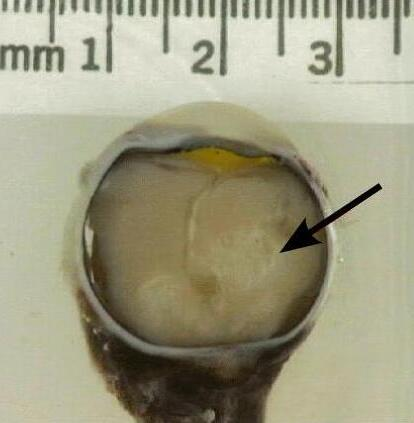
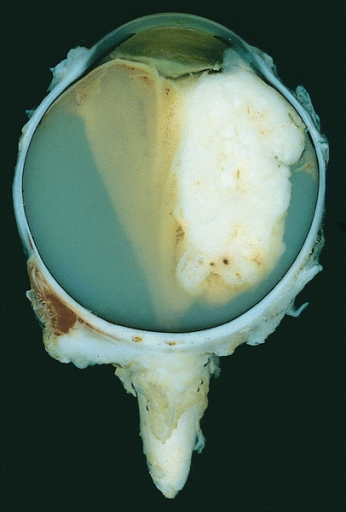
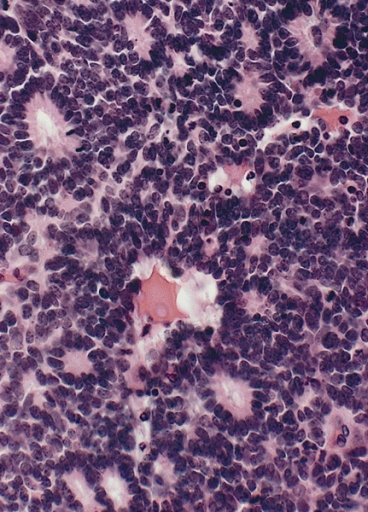
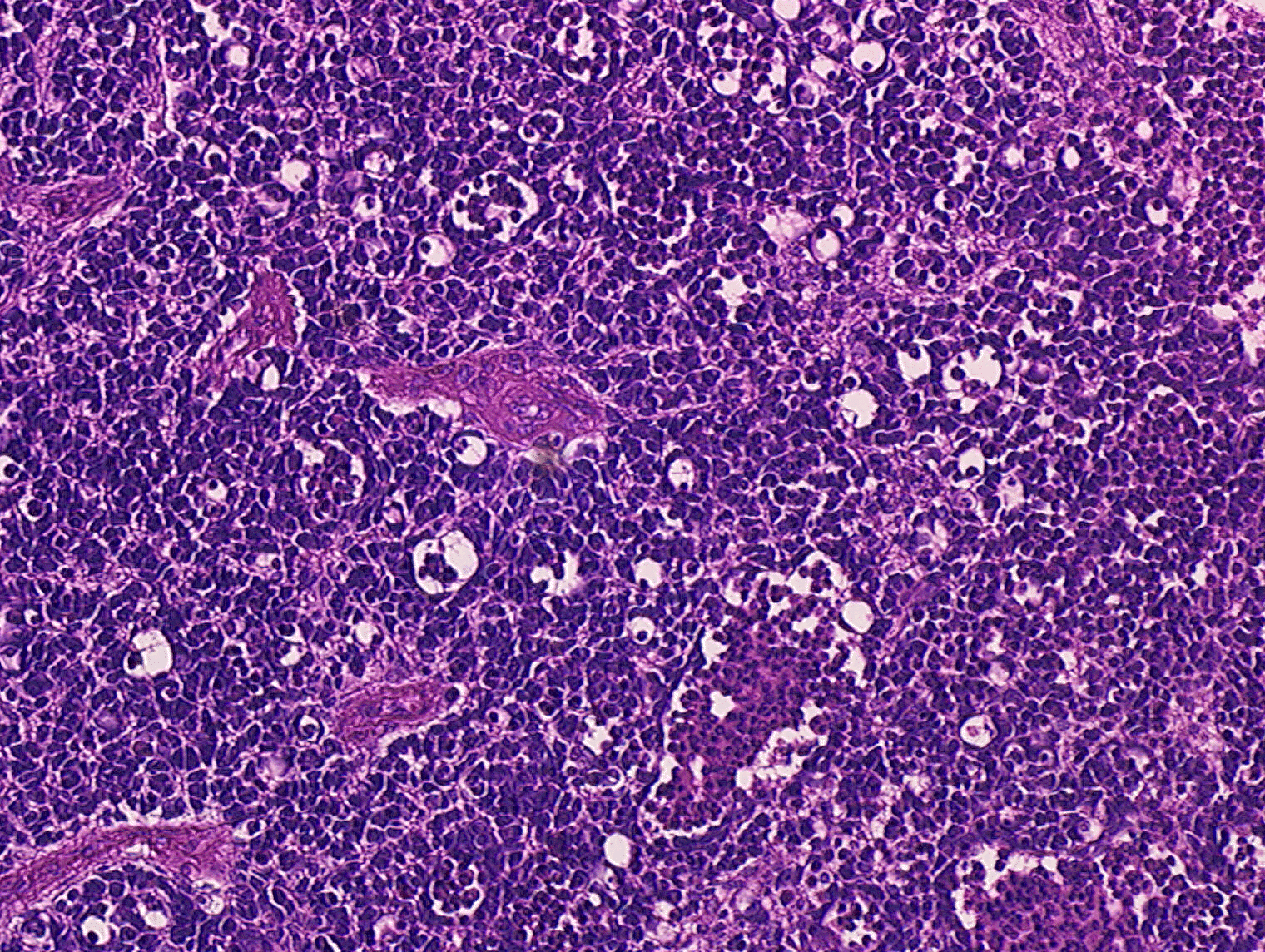
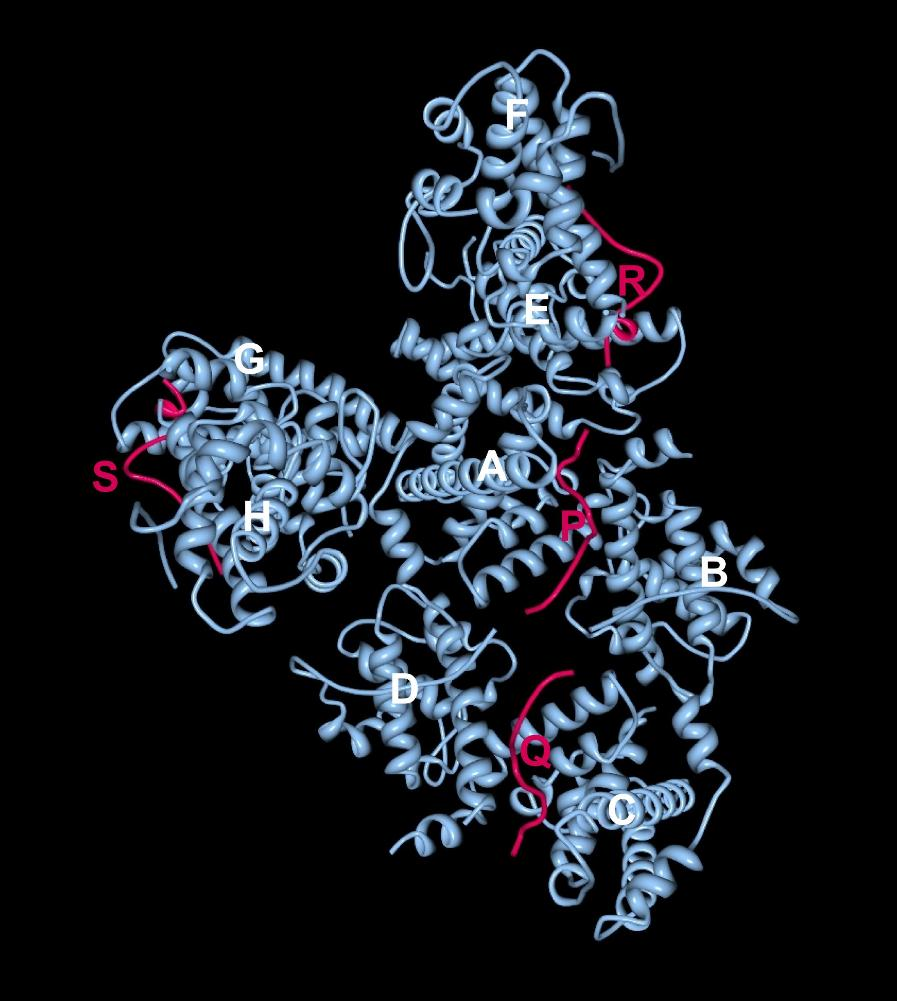